# ヴェレシュ・ヤーノシュ
ヴェレシュ・ヤーノシュ（Vörös János, 1891年3月25日 - 1968年7月23日）は、ハンガリーの軍人。大将。第二次世界大戦時のハンガリー軍参謀総長（1944年5月10日 - 1944年10月16日）。
第一次世界大戦に従軍し、戦後、ハンガリー軍に入隊。
1940年 - 1941年、第2自動車化旅団を指揮し、ユーゴスラビア及び東部戦線での軍事行動に参加した。1941年、第1軍参謀長。1941年 - 1943年、参謀本部作戦班長となり、東部戦線のハンガリー軍の作戦計画立案に参加した。1943年、国防省補給総局長に任命。1943年11月 - 1944年4月、第2軍団長。1944年5月10日、ハンガリー軍参謀総長に任命。
ホルティ・ミクローシュが失脚し、サーラシ・フェレンツの矢十字党政権樹立後、1944年10月16日に更迭され、10月31日に反独勢力に加わった。ソ連に滞在し、ハンガリー軍兵士向けのプロパガンダに従事した。1944年 - 1945年、ダールノキ・ミクローシュ・ベーラのハンガリー臨時国民政府で国防相を務め、1944年 - 1946年、ハンガリー人民民主主義軍参謀総長を兼任した。
ハンガリーでの共産政権樹立後、解任。1948年、アメリカのためのスパイ行為で逮捕、起訴され、禁固刑を言い渡された。1956年、釈放。